# Gustaw Leyding-Mielecki
Gustaw Fryderyk Paweł Leyding (junior) pseudonim Lucjan Mielecki (ur. 8 sierpnia 1899 w Hazębarku, zm. 2 marca 1974 w Szczytnie) – polski dziennikarz, historyk, działacz narodowy na Mazurach; współzałożyciel Zjednoczenia Mazurskiego, redaktor „Mazurskiego Przyjaciela Ludu” i „Mazura”, zdeklarowany zwolennik przyłączenia Mazur do Polski po I i II wojnie światowej.

## Życiorys
Ukończył gimnazjum w Szczytnie. W latach 1919–1920 był członkiem Polskiej Rady Ludowej na powiat szczycieński oraz Mazurskiego Związku Ludowego. Organizował zebrania i wiece plebiscytowe. W 1922 r. wszedł do zarządu Samopomocy Mazurskiej. W marcu 1923 r. wspólnie z Bogumiłem Labuszem juniorem założył Zjednoczenie Mazurskie. Współorganizował Związek Towarzystw Młodzieży w Prusach Wschodnich. Był korespondentem „Mazura”, a następnie jednym z założycieli „Mazurskiego Przyjaciela Ludu”, który ukazywał się do 1928 r. Był instruktorem Związku Polaków w Niemczech, a w 1930 r. kandydował z ramienia Centralnego Komitetu Wyborczego Polskiej Partii Ludowej w wyborach do parlamentu Rzeszy Niemieckiej.
Po dojściu Hitlera do władzy w 1933 r., ostrzeżony przed aresztowaniem, nielegalnie przekroczył granicę z Polską i zamieszkał w Działdowie. W 1935 r. został sekretarzem Związku Mazurów. Współpracował także z Polskim Związkiem Zachodnim i Związkiem Weteranów Powstań Narodowych. W 1936 r. objął posadę technika w dziale katastralnym Urzędu Skarbowego w Działdowie. 27 września 1938 r. przyjął obywatelstwo polskie. Od września 1939 r. aż do końca wojny ukrywał się we wsi Milanów koło Radzynia Podlaskiego pod przybranym nazwiskiem Lucjan Mielecki.
W trakcie powojennej akcji tworzenia polskiej administracji oraz przyjmowania polskich osadników z Polski środkowej oraz Kresów, jednym z najważniejszych problemów było wysiedlenie Niemców z Prus Wschodnich (zgodnie z postanowieniami międzynarodowymi oraz rozporządzeniami władz Polski). Przy określaniu narodowości ludności miejscowej stosowano się m.in. do instrukcji Jakuba Prawina z 26 maja 1945 r. Wyszczególniono tam grupy ludności podlegające rejestracji, oraz warunki, jakie trzeba było spełnić, aby być zakwalifikowanym do polskiej grupy narodowościowej. W 1945 r. Gustaw Leyding-Mielecki wraz z żoną Agnieszką powrócił na Mazury i wznowił swą działalność polityczną, współtworząc Tymczasowy Zarząd Okręgowy Stronnictwa Ludowego w Olsztynie. W wyborach do Sejmu Ustawodawczego, w styczniu 1947 r. był reprezentantem Wojewódzkiego Komitetu Wyborczego Bloku Stronnictw Demokratycznych w Olsztynie. Prowadził zebrania przedwyborcze m.in. w Kętrzynie i Ostródzie, a jako mąż zaufania w Giżycku poprowadził zamkniętą konferencją z tamtejszą ludnością autochtoniczną.
W lipcu 1945 r. Leyding został zatrudniony na stanowisku referenta w Wydziale Społeczno-Politycznym Urzędu Pełnomocnika Rządu w Olsztynie. Jako znawca problematyki mazurskiej rozpoczął pracę w Polskim Komitecie Narodowościowym. Leyding był współzałożycielem a następnie ppracował naukowo Instytucie Mazurskim w Olsztynie i w Komisji Ustalania Nazw Miejscowości pod kierunkiem prof. Stanisława Srokowskiego. Jako znawca Mazur i Warmii rozpoczął zbieranie materiałów do publikacji o nazwach miejscowości obu regionów. Opublikował Słownik Nazw Miejscowych Okręgu Mazurskiego w 1947 r. wydany przez Instytut Mazurski w Olsztynie. Jako przedstawiciel ludności autochtonicznej oraz pracownik Wydziału Społeczno-Politycznego i Polskiego Komitetu Narodowościowego miał za zadanie nadzorowanie przesiedlania Niemców z byłych Prus Wschodnich oraz dokonywał weryfikacji narodowościowej. Praca ta była doceniana przez przełożonych. W 1948 r. wojewoda zwrócił się do ministra ziem odzyskanych o przyznanie prawa do wyjątkowego uposażenia z powodu wysokich kwalifikacji. Został też nominowany na stanowisko kierownika Oddziału Porządku Publicznego w Wydziale Społeczno-Politycznym Urzędu Wojewódzkiego w Olsztynie.
W latach 1948–1949 nastąpiła zmiana stosunków politycznych, która wpłynęła na nastawienie władz do ludności mazurskiej. Rozpoczął się okres stalinizmu, przejawiający się m.in. masowymi czystkami w aparacie politycznym i administracyjnym. Według teorii „nasilającej się walki klas” rozpoczęto rozprawę z „odchyleniem prawicowym i nacjonalistycznym w kierownictwie partii”. Na terenie województwa olsztyńskiego rozpoczęto eliminację dotychczasowych przywódców ludności mazurskiej. 11 listopada 1948 r. Leyding został aresztowany, razem z Janem Lippertem oraz Romanem Bołtaczem, pod zarzutem wpisywał na listy wysyłanych z Polski Niemców także Polaków „miejscowego pochodzenia”. Dostał wypowiedzenie z pracy, Pracę stracił także Jan Lippert. Szykany nie ominęły również rodziny Gustawa Leydinga. W obronie Gustawa Leydinga pisma pisali Mazurzy z powiatu szczycieńskiego. Do sądu okręgowego napisali (pisownia oryginalna, z widoczną gwarą i brakiem znajomości polskiej ortografii): „My niezij podpisane prosziemy uprzejmie Sąd Okręgowy o zwolnienie z arestu oskarzonech i za arestowanych obw. Lippert Jan, Leiding Gustaw, które jak Gazeta publikuje za wysiedlanie Mazurow arestowanie są. My stwierdzamy ze to jest nam nie znajomo i uwazamy ze to jest nie prawda. Oskarzony Lippert Jan i Leiding Gustaw zatrzymywaly i nie dopusczaly do wyjazdy Ludu mazurskego w obecnech barzo cięskech latach w 1945/1946/i 1947 roku. Jak nasę przestawicelę walczyly o ochronie i opiekunowanie nas mazurow i dzięky temu pozostała gromada tutiasech Polakow na ojcosky ziemn˙. Nie którzy od nas podpisanich proszylym w barzo cięskech wypadkach o zezwolenie do wyjazdy, ale Lippert Jan i Leiding Gustaw to nie zezwalały, tylko nas do wytrzymana wskazywal˙, ze i dla nas cas leps˙ nastanie. W razie arestowania tech dwuch, my nie mam˙ pojęcza ze b˙ oskarzonię prawdziw˙ch mazurow i Polakow wysiedlal˙. Mamy zupiewnie zauwanie to tech dwuch bo wziemy ze oni pomagaly ilę szyły mniel˙. My deklarowanie mazury prosziem˙ Sąd Okręgowy nawet i w razie choćby oskarzonem we swojiem stanowisku błąd podlieczał, o zwolnenie tych arestowaniech.”
13 grudnia 1948 r. prokuratura wojskowa sprawę umorzyła i przekazała prokuratorom cywilnym. 1 lutego 1949 r. gotowy był już akt oskarżenia „że w dniu 18 października 1947 r. w Olsztynie, jako Zastępca Naczelnika Wydziału Społeczno-Politycznego Urzędu Wojewódzkiego w Olsztynie, przekraczając swą władzę i nie dopełniając obowiązku, polecił telefonicznie Starostwu Powiatowemu w Szczytnie unieważnić zaświadczenia stwierdzające polską przynależność narodową i tym samym pozbawić obywatelstwa polskiego oraz włączyć te osoby do transportu repatriacyjnego do Niemiec przez co działał na szkodę interesu państwowego (...)”.
Gustaw Leyding-Mielecki kilka dni po opuszczeniu aresztu został zatrudniony w Stacji Naukowej Instytutu Zachodniego (Instytucie Mazurskim) w Olsztynie jako pracownik czasowy. Tam kontynuował swą współpracę z Główną Komisją Ustalania Nazw Miejscowych i Obiektów Fizjograficznych przy Ministrze Administracji Publicznej. 9 maja 1949 r. Leyding-Mielecki został ponownie osadzony w olsztyńskim areszcie, ale już 30 lipca 1949 r. oskarżeni zostali zwolnieni z aresztu. Po wyjściu na wolność Leyding złożył podanie o zwrot wpłaconej przez adwokata 16 marca 1949 r. kaucji w wysokości 10 000 zł. W sierpniu 1949 r. uczestniczył w ekspedycji naukowej Uniwersytetu Poznańskiego oraz Komisji Ustalania Nazw Miejscowości na tereny Prus Wschodnich. Wyprawa badawcza miała na celu utrwalenie fonograficzne nazw miejscowości.
W 1951 r. śledztwo przeciw Leydingowi zostało umorzone z powodu braku znamion przestępstwa. Po opuszczeniu aresztu, pracował w delegaturze powiatowej Polskich Zakładów Zbożowych w Szczytnie (1951-1952). W latach 1953–1958 był kierownikiem Powiatowego Archiwum Państwowego w Szczytnie. Od roku 1956 w prasie zaczęto domagać się rehabilitacji działaczy warmińskich i mazurskich, szykanowanych w latach 1948–1950. Wkrótce Leyding rozpoczął intensywne starania o pełną rehabilitację i zadośćuczynienie za wyrządzone krzywdy. W listopadzie 1957 r. została zmieniona podstawa prawna umorzenia postępowania – „umorzono wobec braku znamion przestępstwa”. W dalszej kolejności Leyding – ze skutkiem pozytywnym – domagał się odszkodowania. Sąd Wojewódzki w Olsztynie 2 maja 1958 r. podjął decyzję o zasądzeniu kwoty 21 936 zł jako odszkodowania za niesłuszne aresztowanie.
1 listopada 1958 roku, na własne żądanie przeszedł na emeryturę. Powodem rezygnacji był wciąż pogarszający się stan zdrowia, aż do śmierci zmagał się z chorobami, jakich nabawił się, siedząc w zimnym i wilgotnym olsztyńskim więzieniu śledczym. Od 1958 był członkiem Zjednoczonego Stronnictw a Ludowego, a w latach 1958-1966 radnym Miejskiej Rady Narodowej w Szczytnie. Był także przez dziesięć lat prezesem koła Polskiego Towarzystwa Historycznego w Szczytnie. W ostatnim okresie życia działał głównie na rzecz poznania i upowszechnienia wiedzy o historii Mazur. Był autorem wielu prac i artykułów o tematyce mazurskiej (zob. niżej). Od 1962 był członkiem Związku Literatów Polskich. Gustaw Leyding-Mielecki zmarł w Szczytnie 2 marca 1974 r. Został pochowany wraz z drugą żoną na olsztyńskim cmentarzu komunalnym.

### Niektóre prace Gustawa Leydinga
- Słownik nazw miejscowych okręgu mazurskiego, t. 1, Nazwy osiedli, Olsztyn 1947,
- Słownik nazw miejscowych okręgu mazurskiego, t. 2 Nazwy fizjograficzne (zlokalizowane), Olsztyn 1959
- współautor monografii: Szczytno, z dziejów miasta i powiatu, Olsztyn 1962, Węgorzewo, z dziejów miasta i powiatu, Olsztyn 1968, Biskupiec, z dziejów miasta i powiatu, Olsztyn 1969, Bartoszyce, z dziejów miasta i powiatu, Olsztyn 1969, Pisz, z dziejów miasta i powiatu, Olsztyn 1970, Ełk, z dziejów miasta i powiatu, Olsztyn 1970, Iława, z dziejów miasta i powiatu, Olsztyn 1972, Morąg, z dziejów miasta i powiatu, Olsztyn 1973, Braniewo, z dziejów miasta i powiatu, Olsztyn 1973
- Przyczynki do problemów narodowościowych w powiecie szczycieńskim na początku XX wieku, „Komunikaty Mazursko-Warmińskie” 1958, nr 2, s. 140-147
- [wraz z Jerzym Maciejewskim i Januszem Małłkiem] Spis jezior i stawów w komornictwach Warmii biskupiej z końca XVI wieku, „Komunikaty Mazursko-Warmińskie” 1968, nr 2, s. 263-276
- opracował i wykonał mapy w zbiorze Warmia i Mazury w rozwoju dziejowym (1466-1939) mapy historyczne, Olsztyn 1969,

Ponadto pozostawił w rękopisie opracowania Samopomoc Mazurska i Zjednoczenie Mazurskie (Muzeum Warmii i Mazur).

## Odznaczenia
Został odznaczony Krzyżem Kawalerskim Orderu Odrodzenia Polski (1956) i Krzyżem Komandorskim Orderu Odrodzenia Polski (1963) za pracę niepodległościową. Ponadto otrzymał Złotą Odznakę „Zasłużonym dla Warmii i Mazur”, Odznakę Zasłużony Działacz Kultury i nagrodę wojewódzka za całokształt pracy literackiej i naukowej (1959).

## Rodzina
Urodził się w rodzinie chłopskiej, był synem krzewiciela polskości na Mazurach Gustawa Leydinga (seniora) i Szarlotty z domu Boettcher. Jego braćmi byli Karol i więzień obozu koncentracyjnego Hohenbruch, potem gospodarujący na rodzinnym gospodarstwie do 1970 Otton. Ożenił się z Agnieszką z domu Szulc (zmarła pod koniec 1945 w Labuszewie). W sierpniu 1948 powtórnie się ożenił z Bronisławą z Piechów.

## Literatura
- Leyding Gustaw (młodszy) [w:] Słownik biograficzny działaczy ruchu ludowego, [makieta], Warszawa 1989, s. 232
- Krzysztof Jankun, "Luka w życiorysie Gustawa Leydinga-Kieleckiego"
- Piotr Bystrzycki "Leyding Gustaw junior", str.: 93-94. W: Waldemar Mierzwa (red.), "Mazury. Słownik stronniczy, ilustrowany" (Moja Biblioteka Mazurska nr 13), Dąbrówno-Warszawa 2008, Retman, Baobab, ISBN 978-83-923991-6-2
- Jan Chłosta, Gustaw Leyding (1899-1974), "Komunikaty Mazursko-Warmińskie" nr 2, 1976, s. 197-207 Bazhum – wersja elektroniczna
- Olsztyńskie biografie literackie 1945-1988, pod red. Jana Chłosty, Olsztyn 1991, s. 48-49.
- Tadeusz Oracki, Twórcy i działacze kultury w województwie olsztyńskim w latach 1945-1970, Olsztyn 1975, s. 99-101.
- Józef Jacek Rojek, Literaci & literatura Warmii i Mazur. Przewodnik eseistyczny, Olsztyn 2008, S. 29-30.
- Współcześni pisarze województwa olsztyńskiego, pod red. nauk. Edwarda Martuszewskiego, Olsztyn 1972, s. 57-58.